# 守富村
守富村（もりどみむら）は、熊本県の中部、下益城郡にかつてあった村である。

## 地理
- 河川：浜戸川

## 歴史
- 1889年4月1日 - 町村制が施行。下益城郡榎津村、志々水村、平原村、田尻村、廻江村、南田尻村、新村、三十丁村、木原村が合併して発足。
- 1955年4月1日 - 杉合村と合併して富合村となる。

## 村長
- 紫垣伴三

## 学校
- 守富村立守富小学校
- 守富村杉合村組合立下益城北部中学校